# Вукмановац
Вукмановац је насеље у Србији у општини Рековац у Поморавском округу. Према попису из 2022. било је 265 становника.

## Историја
До Другог српског устанка Вукмановац се налазио у саставу Османског царства. Након Другог српског устанка Вукмановац улази у састав Кнежевине Србије и административно је припадао Јагодинској нахији и Левачкој кнежини све до 1834. године када је Србија подељена на сердарства.

## Демографија
У насељу Вукмановац живи 413 пунолетних становника, а просечна старост становништва износи 49,8 година (47,4 код мушкараца и 52,0 код жена). У насељу има 183 домаћинства, а просечан број чланова по домаћинству је 2,61.
Ово насеље је великим делом насељено Србима (према попису из 2002. године), а у последња три пописа, примећен је пад у броју становника.
|  |

| Демографија | Демографија | Демографија |
| Година      | Становника  | Становника  |
| ----------- | ----------- | ----------- |
| 1948.       | 968         |             |
| 1953.       | 974         |             |
| 1961.       | 825         |             |
| 1971.       | 761         |             |
| 1981.       | 767         |             |
| 1991.       | 630         | 572         |
| 2002.       | 477         | 576         |

| Етнички састав према попису из 2002.‍ | Етнички састав према попису из 2002.‍ | Етнички састав према попису из 2002.‍ | Етнички састав према попису из 2002.‍ | Етнички састав према попису из 2002.‍ |
| ------------------------------------ | ------------------------------------ | ------------------------------------ | ------------------------------------ | ------------------------------------ |
|                                      |                                      |                                      |                                      |                                      |
| Срби                                 | Срби                                 |                                      | 475                                  | 99,58%                               |
| Црногорци                            | Црногорци                            |                                      | 1                                    | 0,20%                                |
| непознато                            | непознато                            |                                      | 0                                    | 0,0%                                 |

| Вукмановац у пописима Јагодинске нахије — од 1818. до 1829.                       |       |       |       |       |       |       |          |       |       |       |       |       |
| Година пописа                                                                     | 1818. | 1819. | 1820. | 1821. | 1822. | 1823. | 1824/25. | 1825. | 1826. | 1827. | 1828. | 1829. |
| Куће                                                                              | 40    | 39    | 39    | 40    | 39    | 39    | 44       | 45    | 48    | 48    | 46    | 48    |
| Пореске главе*                                                                    | -     | 46    | 54    | 53    | 54    | 54    | 59       | 60    | 59    | 58    | 57    | 56    |
| Арачке главе**                                                                    | 104   | 115   | 106   | 119   | 123   | 126   | 135      | 139   | 144   | 141   | 146   | 144   |
| *Пореске главе = Ожењени мушкарци \| ** Арачке главе = Мушкарци од 7 до 70 година |       |       |       |       |       |       |          |       |       |       |       |       |

| Година пописа     | 1948. | 1953. | 1961. | 1971. | 1981. | 1991. | 2002. |
| ----------------- | ----- | ----- | ----- | ----- | ----- | ----- | ----- |
| Број домаћинстава | 189   | 194   | 200   | 217   | 221   | 183   | 183   |

| Број чланова      | 1  | 2  | 3  | 4  | 5  | 6 | 7 | 8 | 9 | 10 и више | Просек |
| ----------------- | -- | -- | -- | -- | -- | - | - | - | - | --------- | ------ |
| Број домаћинстава | 50 | 60 | 25 | 23 | 14 | 7 | 4 | 0 | 0 | 0         | 2,61   |

| Пол    | Укупно | Неожењен/Неудата | Ожењен/Удата | Удовац/Удовица | Разведен/Разведена | Непознато |
| ------ | ------ | ---------------- | ------------ | -------------- | ------------------ | --------- |
| Мушки  | 201    | 45               | 127          | 21             | 8                  | 0         |
| Женски | 228    | 27               | 132          | 60             | 8                  | 1         |
| УКУПНО | 429    | 72               | 259          | 81             | 16                 | 1         |

| Пол    | Укупно                    | Пољопривреда, лов и шумарство | Рибарство                            | Вађење руде и камена | Прерађивачка индустрија       |
| ------ | ------------------------- | ----------------------------- | ------------------------------------ | -------------------- | ----------------------------- |
| Мушки  | 84                        | 38                            | 0                                    | 0                    | 27                            |
| Женски | 70                        | 48                            | 1                                    | 0                    | 9                             |
| УКУПНО | 154                       | 86                            | 1                                    | 0                    | 36                            |
| Пол    | Производња и снабдевање   | Грађевинарство                | Трговина                             | Хотели и ресторани   | Саобраћај, складиштење и везе |
| Мушки  | 1                         | 3                             | 3                                    | 0                    | 6                             |
| Женски | 0                         | 0                             | 6                                    | 0                    | 1                             |
| УКУПНО | 1                         | 3                             | 9                                    | 0                    | 7                             |
| Пол    | Финансијско посредовање   | Некретнине                    | Државна управа и одбрана             | Образовање           | Здравствени и социјални рад   |
| Мушки  | 0                         | 2                             | 3                                    | 1                    | 0                             |
| Женски | 1                         | 0                             | 0                                    | 3                    | 1                             |
| УКУПНО | 1                         | 2                             | 3                                    | 4                    | 1                             |
| Пол    | Остале услужне активности | Приватна домаћинства          | Екстериторијалне организације и тела | Непознато            | Непознато                     |
| Мушки  | 0                         | 0                             | 0                                    | 0                    | 0                             |
| Женски | 0                         | 0                             | 0                                    | 0                    | 0                             |
| УКУПНО | 0                         | 0                             | 0                                    | 0                    | 0                             |

## Познате личности
- Лепосава Мијушковић (1882-1910), социјалистикиња и књижевница, сматра се првом српском ауторком која је писала прозу са лезбејским мотивима.[5]